# Mnichovice u Říčan
Mnichovice (deutsch Mnichowitz) ist eine Stadt in Tschechien. Sie liegt 27 Kilometer südöstlich des Stadtzentrums von Prag und gehört zum Okres Praha-východ.

## Geographie

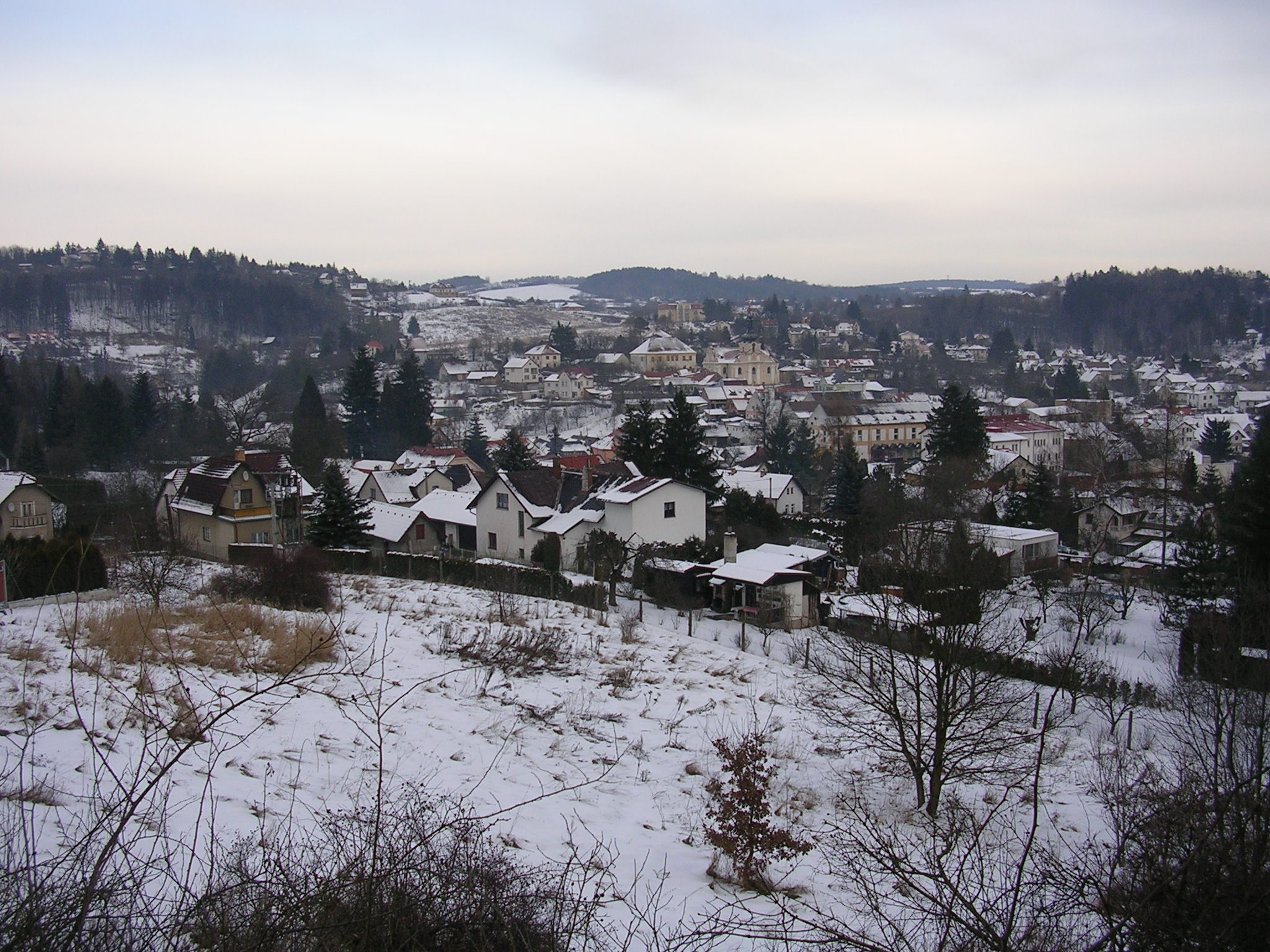
Ortsansicht

Mnichovice befindet sich im Mittelböhmischen Bergland im Tal der Mnichovka und mehrerer Zuflüsse. Westlich der Stadt führt die Autobahn D 1/E 50/E 65 vorbei. Südlich von Mnichovice liegt die Abfahrt 21 Mirošovice, an der die E 55 nach Benešov die D 1 verlässt.
Nachbarorte sind Menčice und Klokočná im Norden, Struhařov im Nordosten, Myšlín, Brožkovna und Třemblat im Osten, Ondřejov im Südosten, Hrusice und Mirošovice im Süden, Božkov und Kunice im Westen sowie Stránčice und Všestary im Nordwesten.

## Geschichte

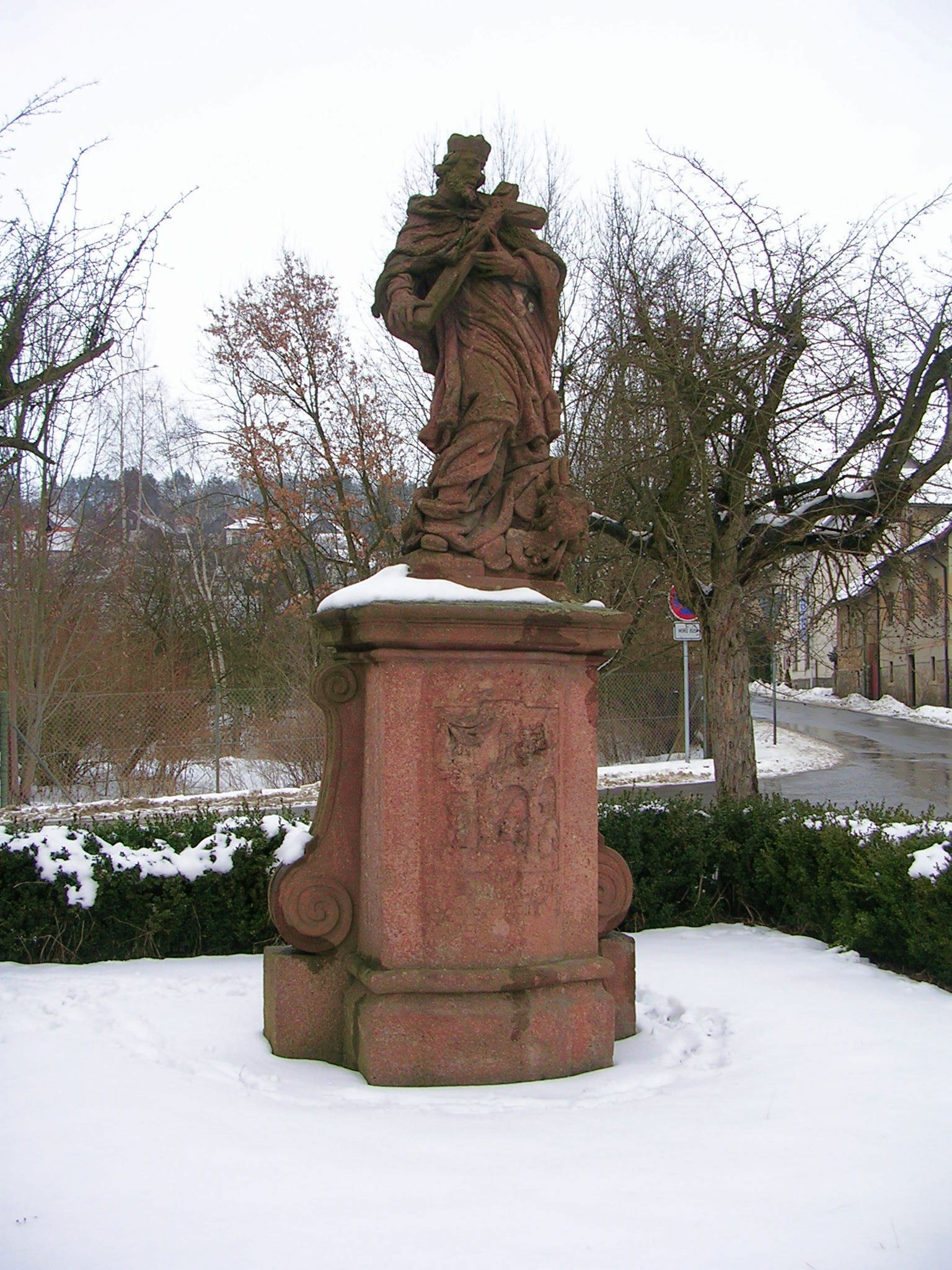
Statue des hl. Johannes von Nepomuk

Die Gegend von Mnichovice gehörte im 9. Jahrhundert zum Siedlungsgebiet des slawischen Stammes der Zličanen. Nachdem deren Stammesfürsten ausgestorben waren, übernahmen die Slavnikiden das Gebiet. Nach der Niedermetzelung der Slavnikidenfürsten gelangten deren Ländereien 995 an die Přemysliden.
Die erste schriftliche Erwähnung von Mnichovicí bzw. Mnichovicium findet sich 1134 in der Chronik des Sasauer Mönches Monachus Sazavensis. Er berichtet darin ebenfalls, dass Abt Sylvester 1140 in dem zum Kloster Sázava gehörigen Dorf Mnichovice eine dem hl. Michael geweihte Basilika errichten ließ. Die Bewohner lebten vornehmlich von der Köhlerei und verkauften ihre Ware auf dem Prager Kohlmarkt. Nachdem das Dorf angewachsen war, wurde die romanische Kirche zu klein. Nach ihrer Erweiterung und Neugestaltung im gotischen Stil wurde sie um 1330 Mariä Geburt geweiht. 1420 wurde Mnichovice als ein Städtchen bezeichnet. Nach der Eroberung des Klosters Sázava durch die Hussiten im Jahre 1421 erhielt Wilhelm Kostka von Postupitz das Städtchen als Geschenk für seine Dienste und Verbindungen zum litauischen Fürsten Vytautas. Vladislav II. verlieh Mnichovice 1484 ein städtisches Wappen und das Recht zur Abhaltung von zwei Jahrmärkten. Im Jahre 1510 erwarb Mnichovice Ernst von Leskovec auf Cerekev. Ihm folgte 1516 Albrecht Rendl von Uschau, der Mnichovice an die Herrschaft Komorní hrádek anschloss. Zu dieser Zeit besaß Mnichovice auch die Blutgerichtsbarkeit, die Hinrichtungen wurden vom Kouřimer Scharfrichter vollzogen. Nachdem beim Brand der Vogtei 1531 sämtliche Urkunden vernichtet wurden, suchte der Besitzer der Herrschaft Jaroslav von Schellenberg beim böhmischen und römisch-deutschen König Ferdinand I. um Erneuerung der Privilegien. 1554 erwarb Johann von Waldstein die Herrschaft. Ihm folgte 1576 Adam der Jüngere von Waldstein.
Nach der Schlacht am Weißen Berg erhielt Adam von Waldstein 1621 den seit 1618 von Kriegsvolks besetzten Ort zurück und führte die Rekatholisierung durch. 1631 brannte der Ort nieder. Johann Karl von Waldstein wollte 1676 dem Städtchen das Braurecht abkaufen. Nachdem sein Angebot abgewiesen wurde, weil Mnichovice dadurch eine wichtige Einnahmequelle verloren hätte, errichtete Waldstein in Mnichovice eine eigene herrschaftliche Wirtschaft und verkaufte dort sein Bier. 1680 und 1713 brach die Pest aus. 1733 verkauften die Waldsteiner Mnichovice an Johann Adolf Graf Metsch. Am 23. August 1746 vernichtete ein Stadtbrand die Kirche und 20 Häuser. Mit Johann Joseph Khevenhüller-Metsch wurde das Fürstenhaus Khevenhüller bis 1848 Besitzer von Mnichovice. 1814 brannte das Rathaus und 16 Häuser nieder. In den Jahren 1832, 1836 und 1866 brach die Cholera in Mnichovice aus.
Nach der Aufhebung der Patrimonialherrschaften wurde Mnichovice 1848 zur selbstständigen Marktgemeinde im Bezirk Český Brod. 1852 wurde Mnichovice bei der Militär-Aufnahme irrtümlich als Stadt angegeben. Dieser Fehler blieb unbemerkt und wurde von anderen Ämtern übernommen. 1865 brannte die Brauerei ab. Ab 1900 gehörte die "Stadt" Mnichovice zum Bezirk Žižkov und ab 1921 zum Bezirk Říčany. Nach dem Zweiten Weltkrieg wurde der Status als Stadt nicht erneuert. Zum 1. Jänner 1961 kam die Gemeinde Mnichovice zum Okres Praha-východ, gleichzeitig erfolgte die Eingemeindung von Božkov und Myšlín. Mnichovice wurde am 19. Mai 2000 zur Stadt erhoben.

## Stadtgliederung
Die Stadt Mnichovice besteht aus den Ortsteilen Božkov (Boschkau), Mnichovice (Mnichowitz) und Myšlín (Mischlin) sowie der Ortslage Budíkov.

## Sehenswürdigkeiten

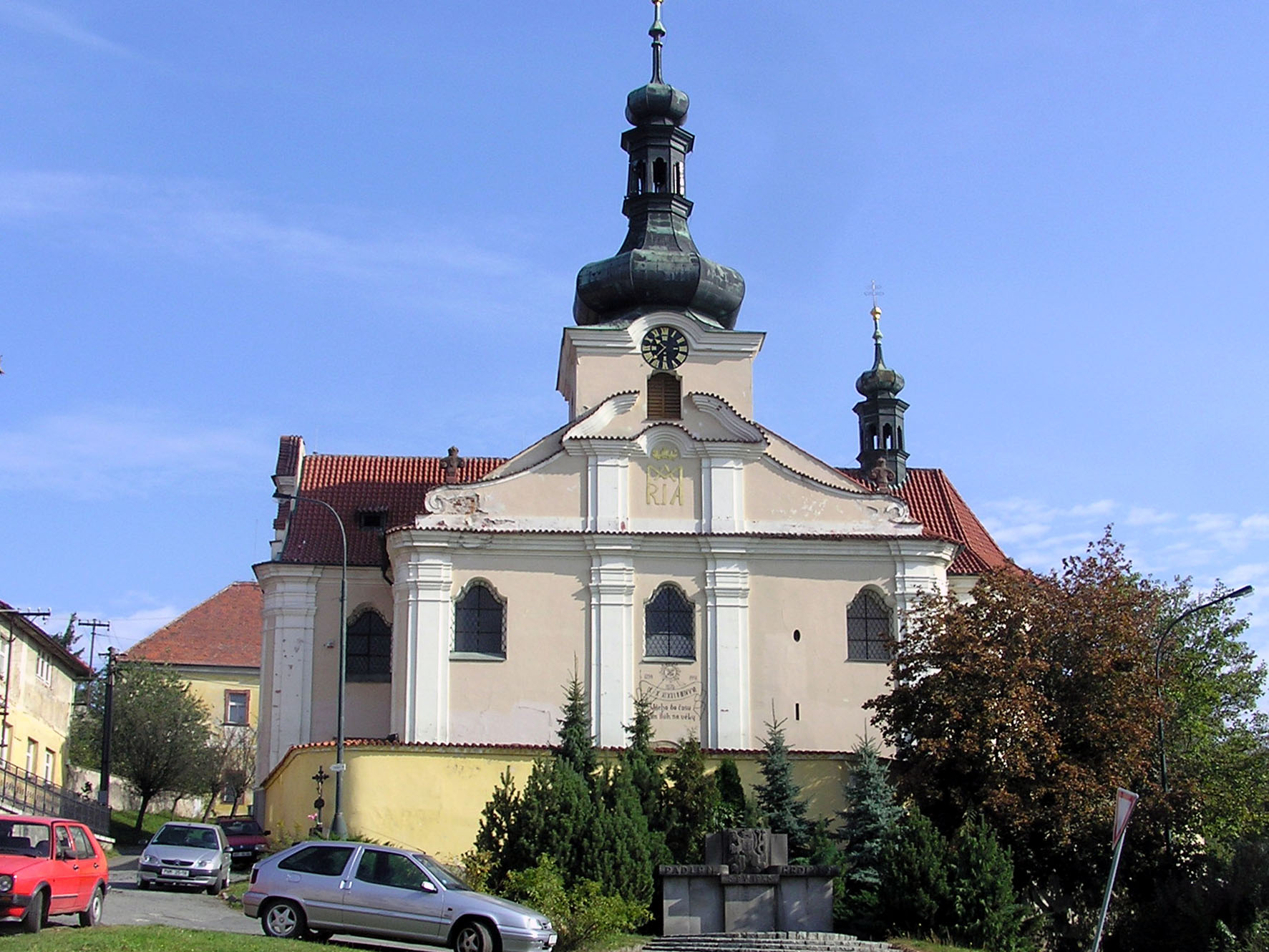
Kirche Mariä Geburt

- Kirche Mariä Geburt, das am Markt befindliche Bauwerk im böhmischen Bauernbarockstil entstand anstelle des 1746 abgebrannten Vorgängerbaus und wurde 1754 durch den Prager Weihbischof Antonín Jan Vokoun geweiht.
- Pfarrhaus, errichtet 1721–1722 und 1828 umgebaut
- Pestsäule mit Statue der Jungfrau Maria vom Heiligen Berg, am Markt, errichtet 1713
- Wassermühle "Zittův mlýn", errichtet um 1600
- Statue des hl. Johannes von Nepomuk auf dem Jánský náměstí, geschafften 1634
- ca. 800-jährige Žižka-Eiche in Myšlín
- Naturschutzgebiet Božkovské jezírko
- Kirche "Husův sbor" der Tschechoslowakischen Hussitischen Kirche, errichtet 1926–1928